# 壮士歌
壮士歌，或音译为比利纳（俄语：былина）是俄罗斯口述史诗形式，最早出现于10世纪至12世纪的基辅罗斯，其他的则和乌克兰和俄罗斯历史有关。壮士歌的叙事大体上基于历史事实，但会加入大量润色和夸张的内容。